# Era uma Vez... (filme)
Era uma Vez... é um filme brasileiro de drama e romance, realizado em 2008 e dirigido por Breno Silveira.  Tendo o Rio de Janeiro contemporâneo como cenário. Foi produzido pela Conspiração Filmes, co-produzido pela Globo Filmes e pela Lereby Produções e distribuído não só no Brasil mas mundialmente pela Columbia Pictures.

## Sinopse
Dé (Thiago Martins) é um menino nascido e criado na favela do Cantagalo, no Rio de Janeiro. Ainda criança, vê seu irmão ser assassinado por um traficante por conta de uma briga num jogo de futebol. Seu outro irmão, Carlão (Rocco Pitanga), é expulso da favela e acaba preso por sua culpa. Disposto a levar uma vida honesta, Dé trabalha num quiosque na praia de Ipanema e lá se encanta por Nina (Vitória Frate), uma menina rica que mora num prédio em frente ao quiosque. Os dois se apaixonam profundamente e iniciam um relacionamento.
Carlão acaba saindo da cadeia graças a um negócio feito com os policiais e pretende dominar a favela e matar o assassino de seu irmão, se tornando o chefe do morro. A briga de poderes no subúrbio se torna violenta, e o pai de Nina (Evandro) decide proibi-la de subir o morro para ver o namorado, e diz que irá comprar passagens para embarcar para a Europa. Nina finge aceitar viajar com o pai, mas, na verdade, os namorados planejam fugir para o Nordeste para terem uma vida a dois. Carlão promove uma festa de despedida para os dois na favela, porém, na mesma noite, policiais e bandidos cobram o dinheiro que Carlão devia a eles. Sem saída, Carlão aproveita quando Nina está indo embora para sequestrá-la e pedir um alto regaste a seu pai, a fim de pagar sua dívida. Assim que Evandro (Paulo César Grande) fica sabendo do sequestro, manda anunciar a foto do namorado da filha nos jornais, acreditando que Dé está envolvido no crime.
Dé, sem saber de nada, vai pedir ajuda a seu irmão para encontrar Nina, mas logo descobre que foi ele quem fez sua namorada de refém. Os dois brigam e Dé acaba dando um tiro no peito de Carlão. O chefe do morro se arrepende e diz ao casal para fugir dali. Com medo de a polícia não acreditar na inocência de Dé, os dois correm ao quiosque para pegar o dinheiro e fugir juntos para o Nordeste, porém acabam dando de cara com os policiais e com a imprensa. Dentro do quiosque, os namorados decidem fingir que Dé está libertando Nina, para poderem sair de lá sem ser atingidos pela polícia. Apesar de o rapaz se entregar pacificamente, os policiais atiram nele. Fora de si, Nina pega a arma que Dé usou para atirar em Carlão e dispara vários tiros a sua volta, e também acaba sendo morta pelos policiais.

## Elenco
Abaixo uma lista do elenco principal do longa.
- Thiago Martins como Dé
- Vitória Frate como Nina
- Rocco Pitanga como Carlão
- Cyria Coentro como Bernadete
- Paulo César Grande como Evandro
- Luana Schneider como Cacau
- Felipe Adler como Ike
- Kikito como Café Frio
- Fernando Brito como Beto
- Rodrigo Costa como Dé (criança)
- Jonathan Azevedo como traficante
- Babu Santana como traficante

## Críticas
Segundo a agência de notícias Reuters, o filme "transita entre clichês narrativos e visuais -- como excesso de música e câmera lenta. O que emerge genuinamente é o talento de Thiago Martins, que consegue imprimir veracidade e emoção ao seu personagem." Já Ronaldo Pelli do G1 também disse que o filme é clichê e ocorre até mesmo um preconceito em um depoimento do ator Thiago Martins nos créditos, pois só ele é quem fala. Ele ainda concluiu que ele é previsível e que da metade para frente nele quase nada acontece. Apesar disso, ele elogiou a fotografia, a escolha de filmar no próprio Cantagalo e as "boas ou corretas atuações" de Rocco Pitanga, Thiago Martins e Vitória Frate.